# 马宝善
马宝善（1941年11月28日—），男，汉族，山西古交人，中华人民共和国新闻工作者、书法家，曾任《法制日报》社副社长、副总编辑。其内弟为习近平。

## 婚姻
1967年与习近平同父异母的姐姐习乾平结婚，酷爱书法和素食。

## 家庭
- 妻子：习乾平，习仲勋女儿。[3]
  - 儿子：马元，演员，曾在《水木清华》中饰演清华校长梅贻琦。[4]
- 内弟：习近平。